# Antigua lonja de Sierra Engarcerán
La Antigua Lonja de Sierra Engarcerán, en la comarca de la Plana Alta, es un edificio comercial catalogado,  dentro del Plan General de Ordenación Urbana, Bien de Relevancia Local según la Disposición Adicional Quinta de la Ley 5/2007, de 9 de febrero, de la Generalitat, de modificación de la Ley 4/1998, de 11 de junio, del Patrimonio Cultural Valenciano (DOCV Núm. 5.449 / 13/02/2007); con el código: 12.05.105-010.
La Antigua Lonja es un edificio construido con la finalidad de albergar, además de una zona comercial (la lonja propiamente dicha), la sede de la Casa Consistorial, de ahí que la plaza a la que da la fachada principal del edificio reciba el nombre de plaza del Ayuntamiento, pese a encontrarse éste ubicado en la Casa Palacio de los Casalduch, en la calle del Obispo Beltrán, 2.
El edificio sí que albergó el Ayuntamiento del municipio, ocupando para ello la parte superior del mismo, mientras que la Lonja ocupaba, íntegramente, la parte inferior, o planta baja,  del mismo. A esta planta superior, donde se encuentra la Sala, se puede acceder por una escalera independiente que da a la fachada de la plaza Mosen Jesús Querol. En esta planta que es independiente del resto del edificio se pueden encontrar también dos dependencias que fueron utilizadas en su tiempo, como cárcel, aunque en la actualidad han sido habilitadas como aseos.
Por su parte, la fachada de la lonja presenta dos arcos de medio punto, pese a que el segundo se haya fraccionado por la medianera del edificio contiguo, lo cual supuso dejar el arco en un tercio del mismo. Cuando se procedió al cierre de los arcos con rejas, se habilitó una entrada sobre el machón esquinero, lo cual supuso romper la composición inicial del edificio.
Los materiales empleados en su construcción son mampostería para prácticamente todo el edificio, salvo los sillares empleados para las dovelas que enmarcan los dos arcos de medio punto de la fachada de la lonja, así como la madera empleada para las vigas del edificio.
Actualmente está en uso como Hogar del Jubilado, “La Serratina”, para lo cual se realizaron obras de adaptación para la instalación de un bar.